# Formation d'Alcântara
La formation d'Alcântara est une formation géologique du nord-est du Brésil dont les strates remontent au Cénomanien du Crétacé supérieur.

## Situation paléoécologique
La situation paléoécologique du Brésil du Cénomanien ressemble fortement à celle de l'Afrique du Nord du Crétacé moyen, en particulier les formations du Kem Kem et de Bahariya ; beaucoup d'espèces du même biote se trouvant à la fois en Afrique du Nord et dans le nord-est du Brésil. Ceci est le résultat du Gondwana, un supercontinent qui comprenait l'Afrique et l'Amérique du Sud, après leur séparation, les taxons de chaque masse continentale ayant continué à évoluer séparément, contribuant à de petites différences anatomiques entre les taxons transocéaniques.